# Saint-Julien (Rodano)

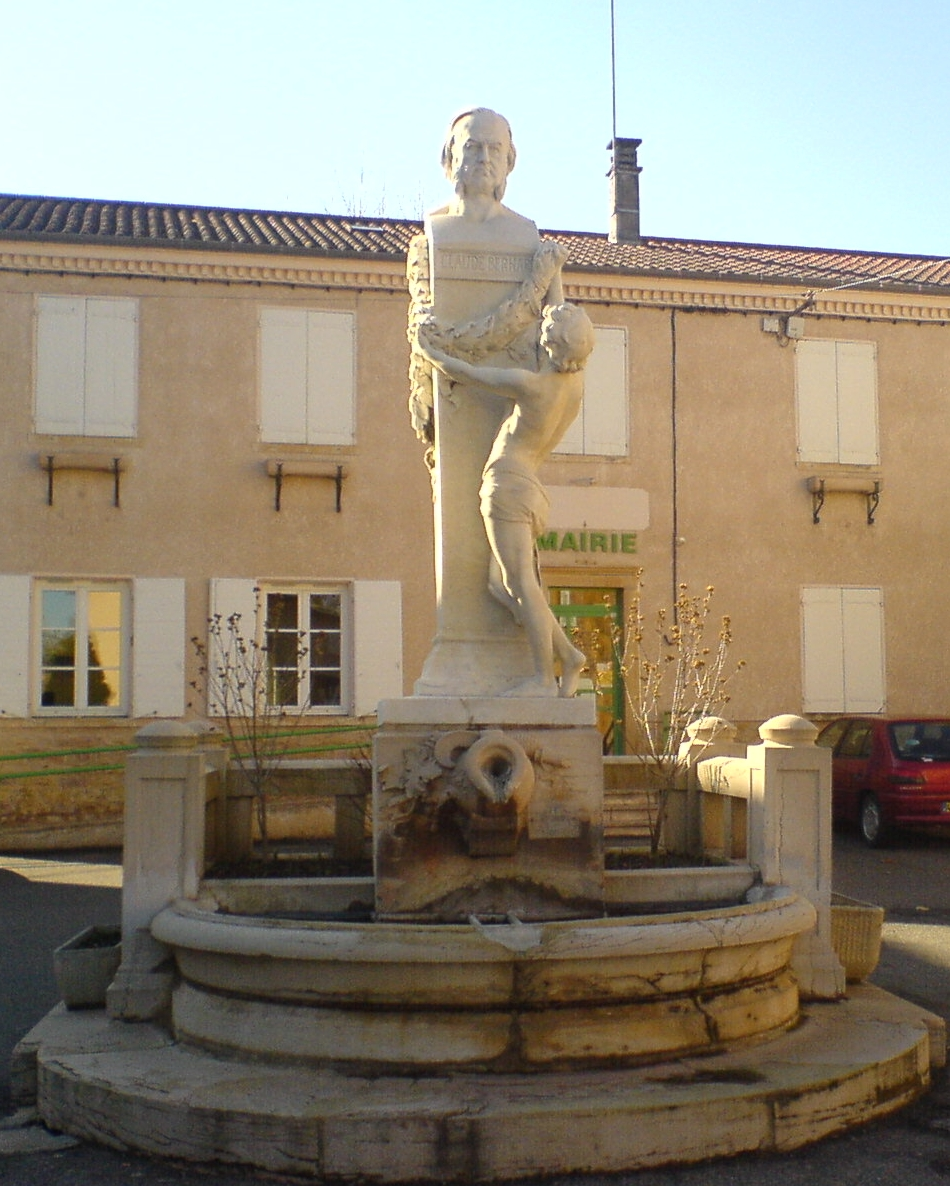
Statue de Claude Bernard

Saint-Julien è un comune francese di 843 abitanti situato nel dipartimento del Rodano della regione Alvernia-Rodano-Alpi.

## Società

### Evoluzione demografica
Abitanti censiti